# Kal (gmina Ivančna Gorica)
Kal – wieś w Słowenii, w gminie Ivančna Gorica. W 2018 roku liczyła 95 mieszkańców.